# Зеїчешть
Зеїчешть, Зеїчешті (рум. Zăicești) — село у повіті Ботошані в Румунії. Входить до складу комуни Белушень.
Село розташоване на відстані 364 км на північ від Бухареста, 7 км на південний схід від Ботошань, 88 км на північний захід від Ясс.

## Населення
За даними перепису населення 2002 року у селі проживала 641 особа, усі — румуни. Усі жителі села рідною мовою назвали румунську.